# Iván Navarro Pastor
Iván Navarro Pastor (Alicante, 19 de octubre de 1981) es un jugador profesional de tenis español.
Ha ganado 4 títulos challenger (2 en individuales y 2 en dobles) y ha jugado otras 6 finales (5 en individuales y 1 en dobles). Se caracteriza por su juego agresivo de saque y red.
Entrenaba con Israel Sevilla en la academia del Club Atlético Montemar de Alicante dirigida por Manolo Sandoval y Chimo Pérez. Su hermano, Pablo Navarro es profesor de la misma academia.

## Títulos Challenger (9; 5+4)

### Individuales (5)
| N.º | Fecha      | Torneo                   | Superficie    | Oponente en la final  | Resultado         |
| --- | ---------- | ------------------------ | ------------- | --------------------- | ----------------- |
| 1.  | 17.09.2006 | Challenger de Sevilla    | Tierra batida | Héctor Ruiz Cadenas   | 6-3, 6-4          |
| 2.  | 1.10.2006  | Challenger de Bratislava | Tierra batida | Teodor-Dacian Crăciun | 6-2, 7-6          |
| 3.  | 22.03.2008 | Challenger de Mequinez   | Tierra batida | Jiří Vaněk            | 6-4, 6-4          |
| 4.  | 6.07.2008  | Challenger de Pozoblanco | Dura          | Dick Norman           | 6-7, 6-3, 7-6(10) |
| 5.  | 27.07.2008 | Challenger de Međugorje  | Tierra batida | Pere Riba             | 6-0, 6-2          |

### Clasificación en torneos del Grand Slam
| Torneo               | 2012 | 2011 | 2010 | 2009 | 2008 | 2007 | 2006 | 2005 | 2004 | 2003 | Títulos |
| -------------------- | ---- | ---- | ---- | ---- | ---- | ---- | ---- | ---- | ---- | ---- | ------- |
| Abierto de Australia | -    | -    | -    | 1r   | -    | -    | -    | -    | -    | -    | 0       |
| Roland Garros        | -    | -    | -    | 1r   | -    | 2r   | -    | -    | -    | -    | 0       |
| Wimbledon            | -    | -    | -    | 1r   | -    | 1r   | -    | -    | 1r   | -    | 0       |
| Abierto de EE. UU.   |      | -    | -    | 2r   | 1r   | 1r   | -    | -    | -    | -    | 0       |

## Premios, reconocimientos y distinciones
- Mejor Deportista Promesa ("Premio Antonio Cutillas") de 1995 en los Premios Deportivos Provinciales de la Diputación de Alicante[1]